# Blackhawk (Dakota del Sur)
Blackhawk es un lugar designado por el censo ubicado en el condado de Meade en el estado estadounidense de Dakota del Sur. En el Censo de 2010 tenía una población de 2.892 habitantes y una densidad poblacional de 228,67 personas por km².

## Geografía
Blackhawk se encuentra ubicado en las coordenadas 44°9′6″N 103°20′00″O / 44.15167, -103.33333. Según la Oficina del Censo de los Estados Unidos, Blackhawk tiene una superficie total de 12.65 km², de la cual 12.65 km² corresponden a tierra firme y (0%) 0 km² es agua.

## Demografía
Según el censo de 2010, había 2.892 personas residiendo en Blackhawk. La densidad de población era de 228,67 hab./km². De los 2.892 habitantes, Blackhawk estaba compuesto por el 92.29% blancos, el 0.52% eran afroamericanos, el 3.18% eran amerindios, el 0.45% eran asiáticos, el 0% eran isleños del Pacífico, el 0.31% eran de otras razas y el 3.25% pertenecían a dos o más razas. Del total de la población el 2.25% eran hispanos o latinos de cualquier raza.